# Philippe Le Royer
Pour les articles homonymes, voir Le Royer.
Philippe Le Royer, né le 27 juin 1816 à Genève et décédé le 22 février 1897 à Paris est un avocat et homme d'État français, député, ministre, sénateur, président du Sénat.

## Biographie
Né à Genève au sein de la famille Le Royer, de nationalité française et suisse, il fit des études de droit à Paris, fut inscrit aux barreaux de Paris, Lyon et Chalon-sur-Saône comme avocat. Il fut avocat général de Lyon et réprima les émeutes qui suivirent la Guerre de 1870 en la ville. Cette même ville l'envoyait comme élu à l'Assemblée nationale en janvier 1871. Il faisait partie de la Gauche républicaine. Il est ensuite élu au Sénat comme sénateur inamovible en 1875 et prend place parmi les républicains. Il siégeait à la Haute cour de justice et eut donc à juger le général Boulanger. Il fut président du Sénat.

## Chronologie
- Ministre de la Justice du 4 février 1878 au 27 décembre 1879 dans le Gouvernement William Henry Waddington.
- Député du Rhône de 1871 à 1875.
- Sénateur inamovible de 1875 à 1897.
- Président du Sénat français du 2 février 1882 au 24 février 1893 sous la Troisième République.